# ネイヴァルクラウン
ネイヴァルクラウン（欧字名:Naval Crown、2018年2月5日 - ）は、イギリスの競走馬。主な勝ち鞍は2022年のプラチナジュビリーステークス、アルファヒディフォート。

## 戦績

### 2歳（2020年）
2020年7月10日ニューマーケット競馬場の一般戦（芝7ハロン）でデビュー。初戦は3着に敗れる。3戦目の未勝利戦を4馬身半差で制し、初勝利を挙げる。次走はG3のラロシェット賞に進み3着、続くトーマスブライアン賞（G3）も3着に入る。

### 3歳（2021年）
3歳になり、UAEに遠征、ダートのUAE2000ギニー（G3）に出走し3着となる。続くメイダンクラシック（L）で1着になり、2勝目を挙げる。帰国初戦、ヨーロピアンフリーハンデキャップ（L）で1番人気に推されるも2着、次走は英2000ギニー（G1）に挑戦し、4着と好走した。続くジャージーステークス（G3）は大外から追い込み2着に入る。7月11日ジャンプラ賞（G1）は2番人気で8着と不本意な結果に終わる。

### 4歳（2022年）
4歳初戦、前年と同じくUAEに遠征し、半年ぶりのレースとなったアルファヒディフォート（G2）を好位から抜け出して優勝、重賞初制覇を飾る。続くサウジアラビアのキングアブドゥルアジーズ競馬場で行われる1351ターフスプリント（G3）を1番人気で出走するが11着と惨敗。再びメイダンに戻り、アルクォズスプリント（G1）は4着となる。その後は帰国し、プラチナジュビリーステークス（G1）に進む。エリザベス女王の即位70周年記念してゴールデンジュビリーステークスから改称され、賞金が大幅に増額されたため好メンバーが揃うなか、24頭立て13番人気で出走し、レースは内外離れた追い比べを大外から制し、クリエイティブフォースにクビ差をつけ優勝、G1制覇を飾った。
次走、ジュライカップ（G1）はアルコールフリーに1馬身半差の2着と惜敗。モーリス・ド・ゲスト賞（G1）は接戦だったが、5着に終わる。1番人気となったスプリントカップ（G1）はブービーの11着と惨敗すると、その後は調子が狂い、ブリティッシュ・チャンピオンズ・スプリントステークス（G1）は12着、アメリカに遠征して挑んだブリーダーズカップ・ターフスプリント（G1）は最下位の14着と大敗した。このレースを最後に現役を引退し、アイルランドのキルダンガンスタッドで種牡馬入りする。

## 血統表
| ネイヴァルクラウンの血統 | ネイヴァルクラウンの血統           | ネイヴァルクラウンの血統           | （血統表の出典）                   | （血統表の出典） |
| 父系                     | ミスタープロスペクター系           | ミスタープロスペクター系           | ミスタープロスペクター系           | [ § 2 ]          |
| 父 Dubawi 2002 鹿毛      | 父の父Dubai Millennium 1996 鹿毛   | Seeking the Gold                   | Mr Prospector                      | Mr Prospector    |
| 父 Dubawi 2002 鹿毛      | 父の父Dubai Millennium 1996 鹿毛   | Seeking the Gold                   | Con Game                           |                  |
| 父 Dubawi 2002 鹿毛      | 父の父Dubai Millennium 1996 鹿毛   | Colorado Dancer                    | Shareef Dancer                     | Shareef Dancer   |
| 父 Dubawi 2002 鹿毛      | 父の父Dubai Millennium 1996 鹿毛   | Colorado Dancer                    | Fall Aspen                         |                  |
| 父 Dubawi 2002 鹿毛      | 父の母Zomaradah 1995 鹿毛          | Deploy                             | Shirley Heights                    | Shirley Heights  |
| 父 Dubawi 2002 鹿毛      | 父の母Zomaradah 1995 鹿毛          | Deploy                             | Slightly Dangerous                 |                  |
| 父 Dubawi 2002 鹿毛      | 父の母Zomaradah 1995 鹿毛          | Jawaher                            | Dancing Brave                      | Dancing Brave    |
| 父 Dubawi 2002 鹿毛      | 父の母Zomaradah 1995 鹿毛          | Jawaher                            | High Tern                          |                  |
| 母 Come Alive 2013 鹿毛  | 母の父Dansili 1996 黒鹿毛          | *デインヒル                        | Danzig                             | Danzig           |
| 母 Come Alive 2013 鹿毛  | 母の父Dansili 1996 黒鹿毛          | *デインヒル                        | Razyana                            |                  |
| 母 Come Alive 2013 鹿毛  | 母の父Dansili 1996 黒鹿毛          | Hasili                             | Kahyasi                            | Kahyasi          |
| 母 Come Alive 2013 鹿毛  | 母の父Dansili 1996 黒鹿毛          | Hasili                             | Kerali                             |                  |
| 母 Come Alive 2013 鹿毛  | 母の母Portrayal 2002 鹿毛          | Saint Ballado                      | Halo                               | Halo             |
| 母 Come Alive 2013 鹿毛  | 母の母Portrayal 2002 鹿毛          | Saint Ballado                      | Ballade                            |                  |
| 母 Come Alive 2013 鹿毛  | 母の母Portrayal 2002 鹿毛          | True Glory                         | In The Wings                       | In The Wings     |
| 母 Come Alive 2013 鹿毛  | 母の母Portrayal 2002 鹿毛          | True Glory                         | Truly Special                      |                  |
| 母系(F-No.)              | (FN:23号族)                        | (FN:23号族)                        | (FN:23号族)                        | [ § 3 ]          |
| 5代内の近親交配          | Northern Dancer 5×5、High Line 5×5 | Northern Dancer 5×5、High Line 5×5 | Northern Dancer 5×5、High Line 5×5 | [ § 4 ]          |
| 出典                     | 1. 2. 3. 4.                        | 1. 2. 3. 4.                        | 1. 2. 3. 4.                        | 1. 2. 3. 4.      |